# Jack PC
Jack PC (от англ. jack — разъём + PC — персональный компьютер) — компьютерное устройство, тонкий клиент, имеющий размеры настенной сетевой розетки. Разработан израильской компанией Chip PC Technologies. Монитор, клавиатура и компьютерная мышь подключаются к разъёмам вмонтированной в стену розетки. Концепция Jack PC следует тенденции замещения настольных офисных компьютеров решениями более эффективными с точки зрения потребляемой электроэнергии и занимаемого пространства.
Работа Jack PC основана на серверном оборудовании, которое обеспечивает вычислительные мощности для всех подключенных клиентов.
В линейку Jack PC входят как базовые модели, так и устройства с увеличенным объемом графической памяти. Эти тонкие клиенты имеют собственную операционную систему и приложения-плагины. Используя терминальные сессии и встроенные приложения, Jack PC обеспечивает полную функциональность обычного персонального компьютера.
Тонкий клиент работает под управлением операционной системы Windows CE 6.0/ThinX/CrossOS.
Основные преимущества Jack PC:
- Безопасность: Jack PC — наиболее защищенный «тонкий» клиент. Он не подвержен угрозе вирусов и червей, может быть использован там, где высоки требования к безопасности, имеет встроенный механизм аутентификации с помощью PC/SC смарт-карты.
- Малое энергопотребление: Jack PC потребляет всего 3,5 Вт, что дает колоссальную экономию электроэнергии (потребляет в 10-20 раз меньше чем традиционный ПК).
- Низкая стоимость владения: Jack PC не нуждается в администрировании, периодической модернизации, ремонте, настройке, замене комплектующих, чистке. Он в полной мере реализует принцип «установил и забыл». При установке используется уже существующая кабельная система. Назначенный срок службы Jack PC составляет 10 лет.
- Малые размеры: примененные разработчиками современные системотехнические решения позволили разместить устройство в стандартной сетевой розетке и освободить рабочее место пользователя от громоздкого системного блока.

Jack PC подключаются к компьютерной сети Ethernet-кабелем и по нему же получают электроэнергию при помощи технологии Power over Ethernet (PoE, 802.3af). Также возможно питание от специального адаптера.
Централизованное управление устройствами Jack PC осуществляется при помощи программного обеспечения Xcalibur Global, которое представляет собой законченное управляющее решение, основанное на политиках безопасности Active Directory. Это позволяет конфигурировать устройства и управлять политиками на уровне пользователей и групп пользователей.
По заверениям Chip PC Technologies, Jack PC потребляет максимум 5 Вт при полной нагрузке, что делает его наименее энергозатратным настольным компьютером в мире.